# Concoctio concenta
Concoctio concenta är en myrart som beskrevs av Brown 1974. Concoctio concenta ingår i släktet Concoctio och familjen myror. Inga underarter finns listade i Catalogue of Life.

## Bildgalleri

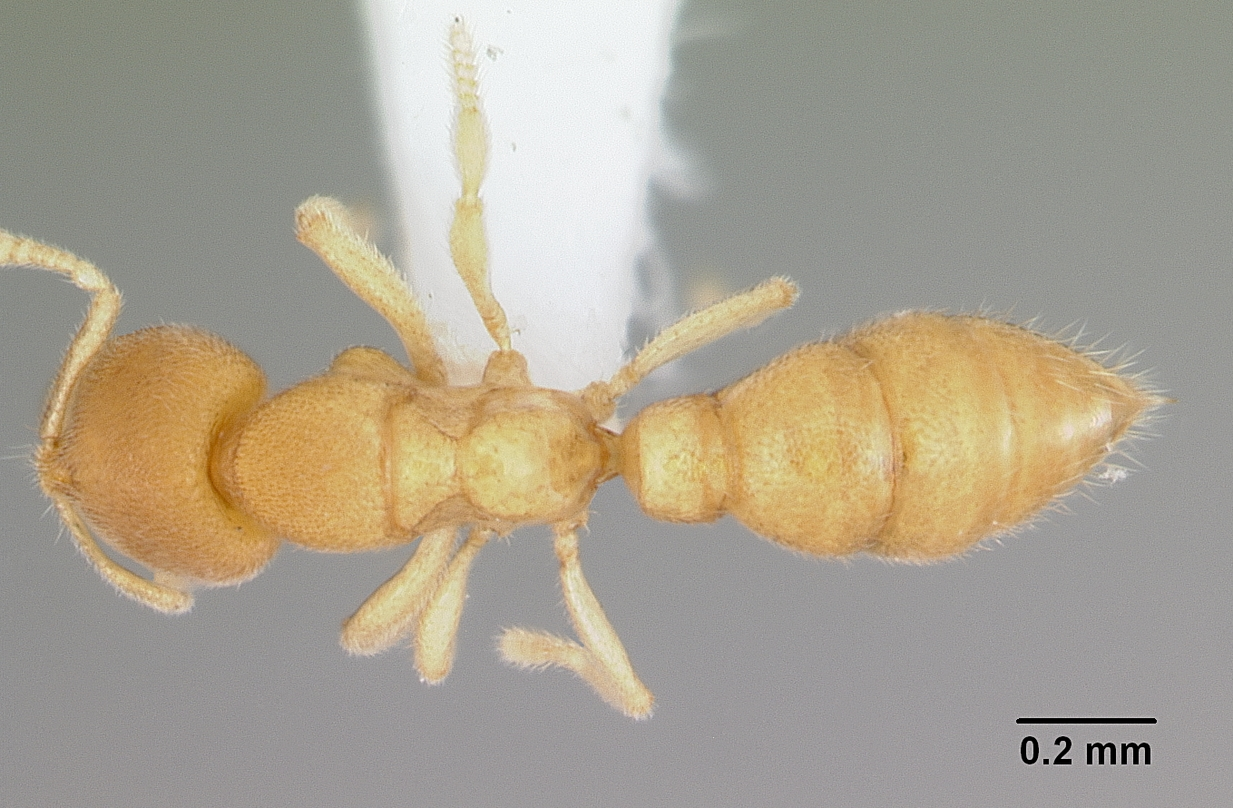
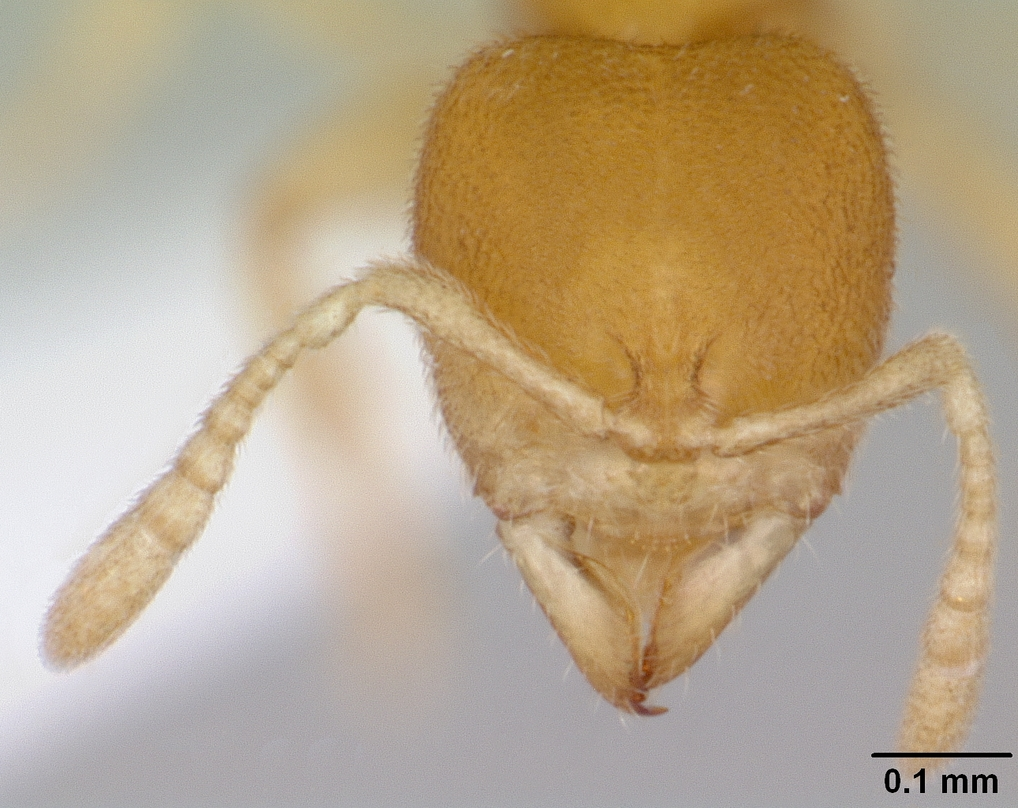
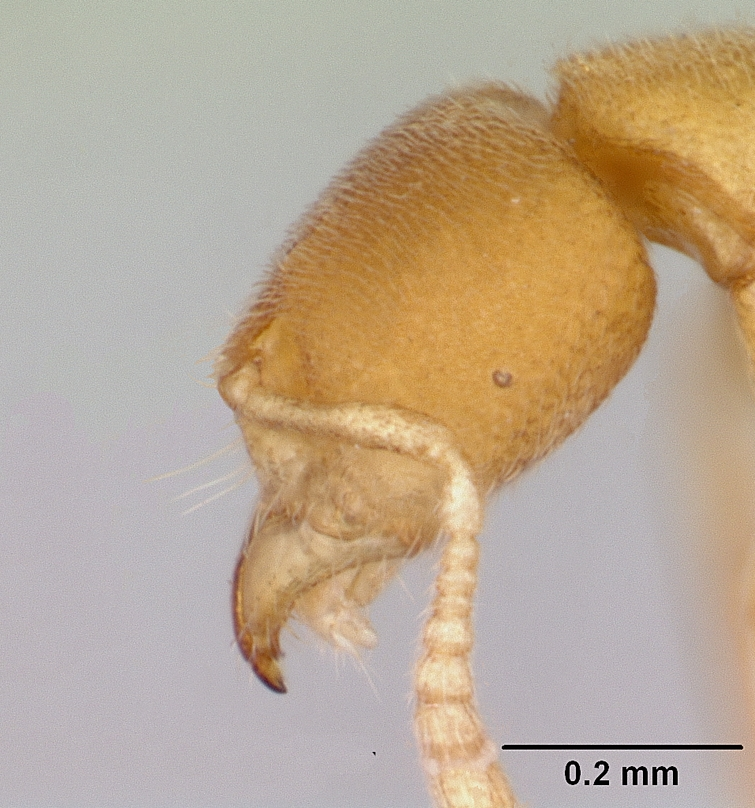
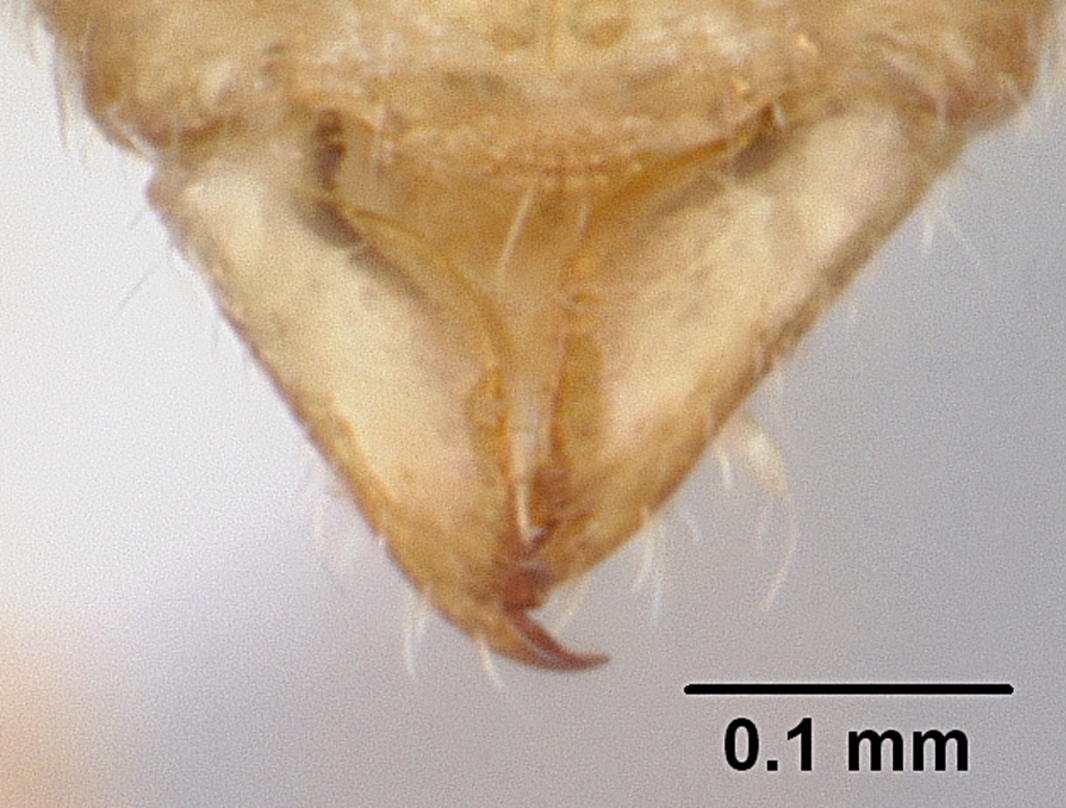
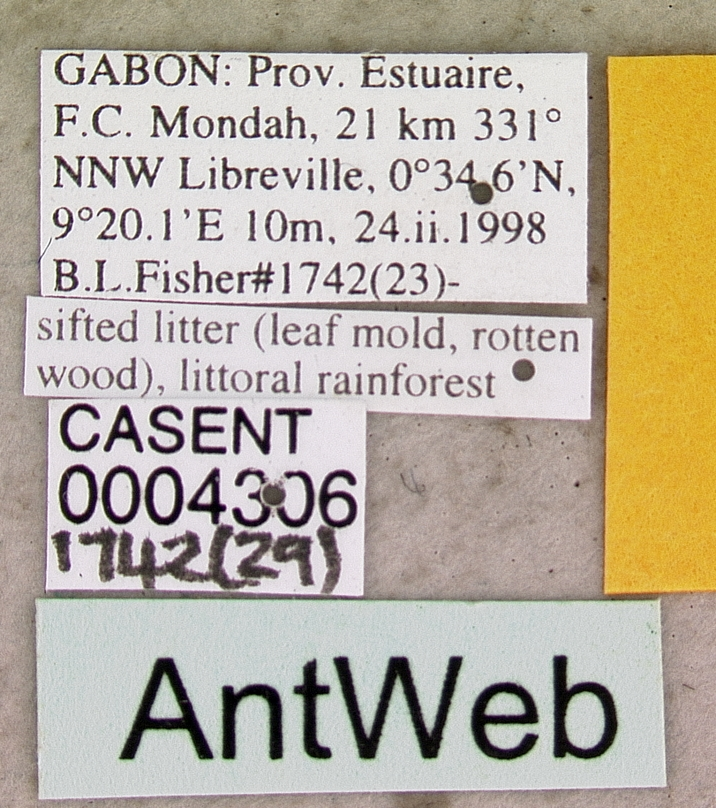
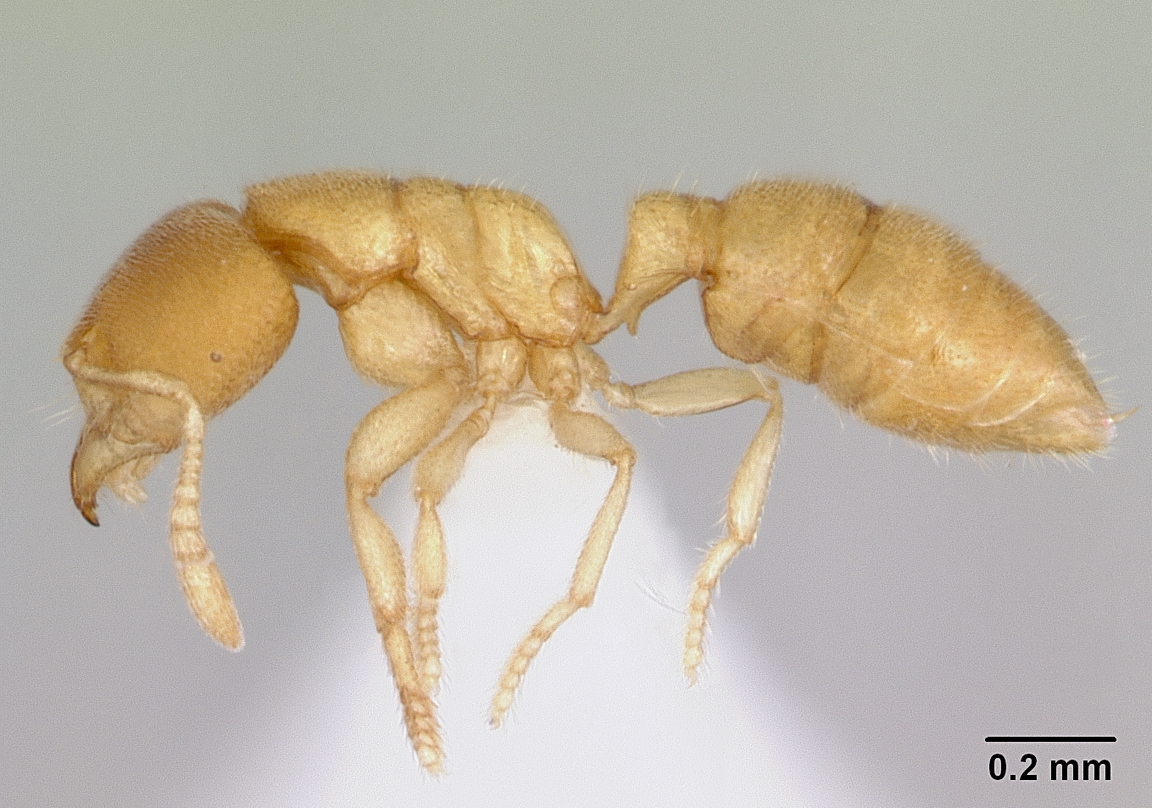